# Kongossa
Kongossa (a voltes escrit 'congosa') és un terme popular al Camerun per a referir-se a rumors públics i safareig de veïnat. Aquest mot també s'utilitza a Gabon, Nigèria, Costa d'Ivori, Guinea Equatorial, així com en anglès, en francès, en Pidgin, i en la llengua Krio de Sierra Leone. En un ambient general de pèrdua de confiança en els mitjans de comunicació públics i privats, kongossa roman com una de les fonts principals d'informació al Camerun.
El Kongossa pot ser interpretat com l'equivalent urbà modern del tradicional palaver (llarga discussió) africana, un mecanisme que reafirma lligams socials mitjançant l'intercanvi de notícies entre veïns.